# Banca Națională a Ungariei
Banca Națională a Ungariei (în maghiară Magyar Nemzeti Bank) este banca centrală a Ungariei. La fel ca alte bănci centrale, misiunea sa principală este de a asigura stabilitatea financiară a țării. Nu este legată de Secretariatul Finanțelor și Creditului Public, fiind o instituție autonomă.

## Istoric
Sub presiunea Societății Națiunilor, Institutul de Emisiune a fost transformat la 24 iunie 1924 într-o bancă centrală independentă denumită Banca Națională Maghiară (Magyar Nemzeti Bank, MNB), al cărei statut a fost stabilit în Legea V din 1924 și a cărei misiune principală era stabilizarea monedei (coroana maghiară, derivată din coroana austro-ungară), a cărei valoare se prăbușise din cauza inflației de la începutul anilor 1920. În 1927, MNB a înlocuit coroana cu pengheul (la un curs de schimb de 12.500 de coroane).
Al Doilea Război Mondial nu a îmbunătățit sănătatea pengheului, care a dispărut în contextul hiperinflației și a fost înlocuit de forint (florin) la 1 august 1946. Ocupația sovietică din 1945 a dus rapid la o schimbare de regim și la dispariția rapidă a economiei de piață.
Noul regim democratic a adoptat legea privind Banca Națională a Ungariei (Legea LX din 1991) abia în octombrie 1991, care i-a stabilit independența și i-a definit misiunile.
În 2016, fundațiile create de MNB au fost obligate să își facă publice conturile, în urma respingerii de către președintele János Áder și Curtea Supremă a unei legi adoptate de majoritatea parlamentară a prim-ministrului Viktor Orbán.